# Tejuino
Le tejuino est une boisson à base de maïs fermenté consommée principalement dans le Jalisco.

## Processus de brassage
Le tejuino, est métis et est une boisson rafraîchissante que l'on trouve également à Guadalajara et Mazatlán, entre autres villes. Bien qu'il soit également fabriqué avec du maïs germé, on y ajoute du piloncillo ou du sucre. Il se boit avec du citron, du sel et du chile piquín à volonté ou sans rien ajouter du tout, avec un goût aigre-doux et une faible teneur en alcool. Le tejuino est proposé par des vendeurs ambulants dans les villes de la région, et on le trouve rarement dans les glaciers ou chez les glaciers.
Il existe deux types reconnus : le tejuino et le tesgüino ; le tejuino peut ou non avoir une certaine fermentation pas plus forte que le tepache, le tesgüino est fermenté au maximum pour produire de la liqueur. Il existe également deux types de tejuino : le tejuino blanc et le tejuino foncé, fabriqué avec du piloncillo. C'est à Nochistlan que se déroulent les festivités de la Saint-Sébastien. Dans cette fête, le tejuino, à base de maïs, est traditionnel, avec la recette des anciens Caxcanes qui peuplaient cette région. Chaque nuit du 17 au 20 janvier, le tejuino est distribué dans des pichets aux personnes assistant aux festivités, qui se déroulent dans les maisons des célébrants. Il est fabriqué à partir d'un type spécial de maïs. Elle a un goût amer prononcé, est épaisse et de couleur brune. La recette originale n'est pas modifiée, elle est bue nature, c'est-à-dire sans ajout de glace, de sel ou de citron.